# Wilton (Connecticut)
Wilton es un pueblo ubicado en el condado de Fairfield en el estado estadounidense de Connecticut. En el censo del año 2010 tenía una población de 18,602 habitantes. Su población estimada, a mediados de 2019, es de 18,343 habitantes.

## Demografía
Según la Oficina del Censo en 2000 los ingresos medios por hogar en la localidad eran de $141,428, y los ingresos medios por familia eran $158,415. Los hombres tenían unos ingresos medios de $100,000 frente a los $61,611 para las mujeres. La renta per cápita para la localidad era de $65,806. Alrededor del 2.9% de la población estaban por debajo del umbral de pobreza.